# Ibrahim Biogradlić
Ibrahim "Ibro" Biogradlić (Sarajevo, 8 de marzo de 1931 - ibídem, 20 de febrero de 2015) fue un futbolista bosnio que jugaba en la demarcación de defensa.

## Biografía
En 1951, con 20 años, debutó como futbolista con el FK Sarajevo. Durante su etapa en el club sólo pudo hacerse con una Primera Liga de Yugoslavia, siendo subcampeón de la misma dos años antes. También fue subcampeón de la Copa de Yugoslavia en 1967 tras perder contra el Hajduk Split por 2-1. Al finalizar la temporada de 1967 se retiró, siendo hasta la fecha el futbolista con más partidos jugados con el club, con un total de 646 partidos. En 1996 se convirtió en el entrenador del Bargh Shiraz FC iraní, llegando a dirigir al club en la final de la Copa Hazfi contra el Esteghlal FC.
Falleció el 20 de febrero de 2015 en Sarajevo a los 83 años de edad tras una larga enfermedad.

## Selección nacional
Jugó un partido con la selección de fútbol de Yugoslavia el 4 de diciembre de 1956 en los Juegos Olímpicos de Melbourne 1956 contra la India, partido que finalizó por 4-1 a favor del conjunto yugoslavo. Al finalizar el torneo, consiguió la medalla de plata tras perder contra la Unión Soviética.

## Clubes

### Como futbolista
| Club        | País                 | Año         | Partidos | Goles |
| ----------- | -------------------- | ----------- | -------- | ----- |
| FK Sarajevo | Bosnia y Herzegovina | 1951 - 1967 | 646      | 83    |

### Como entrenador
| Club            | País | Año  |
| --------------- | ---- | ---- |
| Bargh Shiraz FC | Irán | 1996 |

## Palmarés

### Campeonatos nacionales
| Título                     | Club        | País                 | Año  |
| -------------------------- | ----------- | -------------------- | ---- |
| Primera Liga de Yugoslavia | FK Sarajevo | Bosnia y Herzegovina | 1967 |